# SpaceX Crew-7
SpaceX Crew-7 (též USCV-7) byl sedmý operační let kosmické lodi Crew Dragon od SpaceX. Na Mezinárodní vesmírnou stanici (ISS) a zpět dopravil čtyři členy Expedice 70, další dlouhodobé posádky stanice. Šlo o první misi Crew Dragonu, při níž byli na palubě astronauti čtyř různých národností (při všech dosavadních misích byli nejméně dva Američané). Start se uskutečnil 26. srpna 2023 , přistání 12. března 2024. 

## Kosmická loď Crew Dragon
Crew Dragon je kosmická loď pro lety s posádkou navržená v rámci programu NASA CCDev (Commercial Crew Development) společností SpaceX, především pro dopravu astronautů na Mezinárodní vesmírnou stanici. SpaceX ale loď používá i pro další účely mimo spolupráci s NASA (komerční programy Inspiration4, Axiom Space a Polaris).  

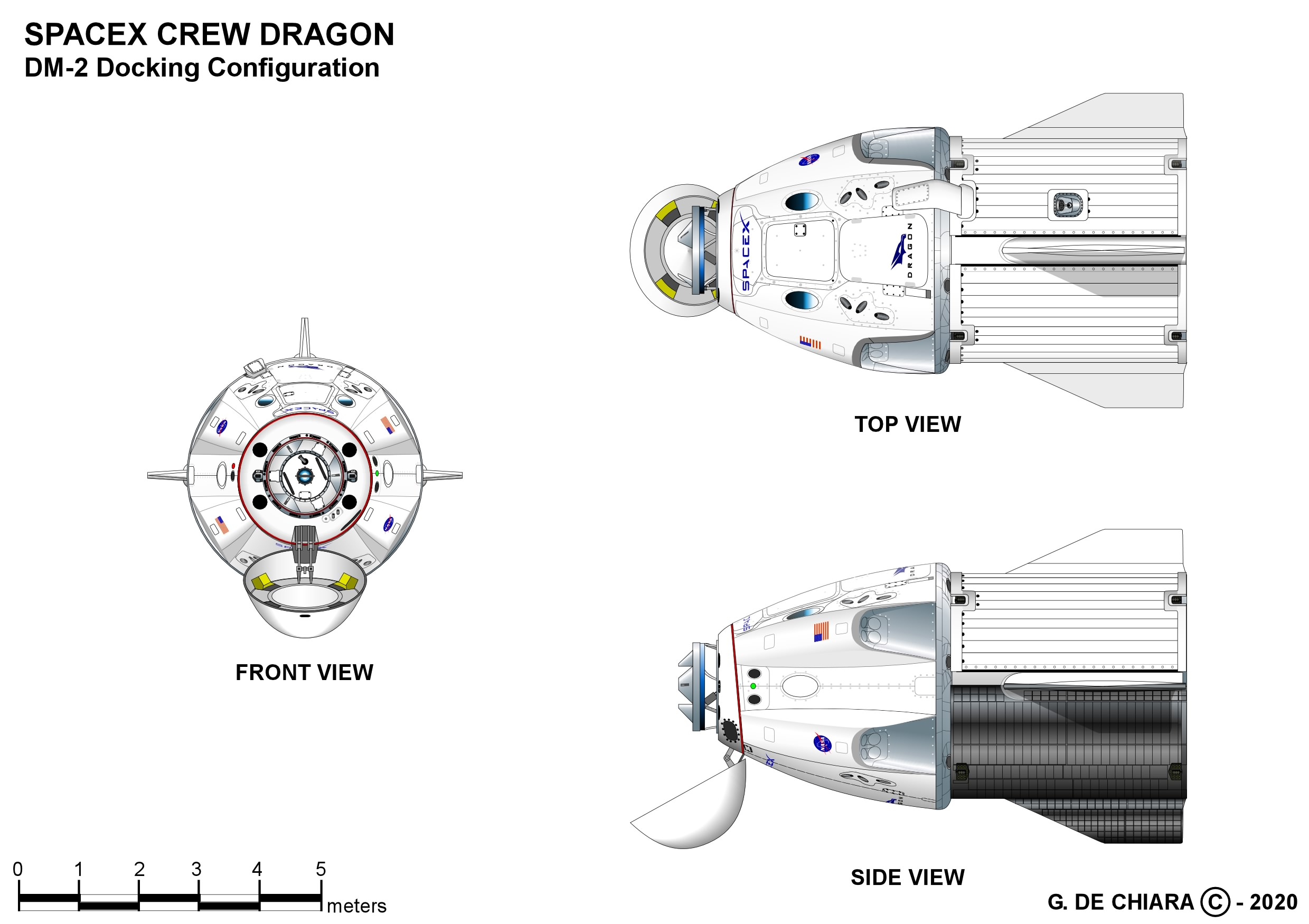
Crew Dragon v letové konfiguraci.

Crew Dragon tvoří znovupoužitelná kabina kónického tvaru a nástavec v podobě dutého válce (tzv. trunk). V kabině je hermetizovaný prostor o objemu 9,3 m3, v němž lze umístit sedačky až pro sedm osob (NASA pro lety k ISS využívá čtyři místa). Nástavec je možné využít pro dopravu nákladu, který nemusí být umístěn v hermetizovaném prostoru (např. zařízení určeného pro umístění na vnější straně ISS, tedy v otevřeném kosmickém prostoru. Sestava kabiny a nástavce ve startovní pozici měří na výšku 8,1 metru a v průměru má 4 metry. 

## Posádka
Hlavní posádka:
- Jasmin Moghbeliová (1), NASA  – velitelka[1]
- Andreas Mogensen (2), ESA – pilot[1]
- Satoši Furukawa (2), JAXA – letový specialista[2][3]
- Konstantin Borisov (1), Roskosmos – letový specialista[4][5]

NASA oznámila obsazení míst velitelky a pilota 24. března 2022, Andreas Mogensen se přitom stane prvním neamerickým pilotem lodi Crew Dragon. Jméno Konstantina Borisova bylo oznámeno 26. července 2022, po dosažení dohody mezi NASA a Roskosmosem o výměně vždy jednoho místa v lodích Crew Dragon za jedno místo v Sojuzech pro nadcházející tři dlouhodobé posádky ISS. Později byl japonskou agenturou nominován do posádky také Satoši Furakawa.
V závorkách je uveden dosavadní počet letů do vesmíru včetně této mise.
Záložní posádka:
- Matthew Dominick, NASA – velitel[6]
- Michael Barratt, NASA – pilot[6]
- Jeanette Eppsová – letová specialistka[6]
- Alexandr Grebjonkin, Roskosmos – letový specialista[7]

## Příprava a průběh letu
Do října 2022 byl začátek mise v dlouhodobém výhledu zařazen na jaro 2024, kdy by navázal na předchozí první půlroční let nové lodi Boeing Starliner. Na zasedání poradního panelu pro leteckou bezpečnost NASA 27. října 2022 však členové vznesli pochybnosti o připravenosti Starlineru pro první řádnou misi, ale dokonce i pro stále neuskutečněný první krátký testovací let s posádkou Boeing Crew Flight Test (CFT). Agentura následně 3. listopadu 2022 uvedla, že se mise CFT s Barry Wilmorem a Sunitou Williamsovou uskuteční v dubnu 2024, nikoli o dva měsíce dříve, jak se do té doby předpokládalo. Současně informovala, že přesunula start mise SpaceX Crew-7 z původně plánovaného jara 2024 na podzim 2023.
V lednu 2023 byl zveřejněn první zvažovaný termín startu mise, 17. srpen 2023. Před koncem června se termín posunul o dva dny dříve, na 15. srpna 2023 v 11:44 UTC, ale necelé tři týdny před startem se vrátil na původní termín a byl naplánován na 17. srpna 2023 v 10:56 UTC. V první srpnový den však byl oznámen další odklad na 21. srpna v 09:23 UTC, vysvětlený možností získat dodatečný čas na přípravu startovací rampy 39A a koordinací s dalšími pohyby nákladních lodí kolem ISS v nadcházejících týdnech a už o dva dny později NASA znovu oznámila posun, a to na 25. srpna v 07:49 UTC. Loď by se v takovém případě 26. srpna v 06:02 UTC připojila k hornímu portu modulu Harmony (Harmony zenith). Tři hodiny před plánovaným startem se ale zastavilo odpočítávání a SpaceX a NASA odložily start o den, na 26. srpna 2023 v 07:27 UTC s plánovaným časem připojení k ISS 27. srpna ve 12:50 UTC. V pozdějším vysvětlení NASA zdůvodnila odklad tak, že po dodatečné revizi dat se týmy rozhodly věnovat více času opětovnému potvrzení požadovaných bezpečnostních faktorů a provozní rezervy u jedné z komponent systému řízení životního prostředí a podpory života kosmické lodi Dragon, k čemuž nový termín startu poskytuje čas. Později se ukázalo, že šlo o přezkoumání ventilů v systému přívodu vzduchu.
Kabina Endurance při svém třetím letu odstartovala v naplánovaném čase 26. srpna 2023 v 07:27:27 UTC. Na oběžnou dráhu ji vynesla raketa Falcon 9 Block 5 z Kennedyho vesmírného střediska k Mezinárodní vesmírné stanici (ISS). Loď se ke stanici připojila 27. srpna ve 13:16 UTC. Posádka se pro nadcházející půlrok stala součástí dlouhodobé Expedice 70 s plánem pokračovat nebo začít práce na zhruba 200 vědeckých experimentech a výzkumech. Věnovali se mimo jiné mikroorganismům na vnějších površích ISS i bakteriálním společenstvům uvnitř stanice, která mohou způsobovat korozi ocelových povrchů.
Crew-7 od ISS odletěla po více než půlročním spojení 11. března 2024 v 15:20 UTC a přistála o den později v 09:47 UTC do vod Mexického zálivu nedaleko pobřežního města Pensacola.